# 特殊戦闘航空団
特殊戦闘航空団(ドイツ語: Jagdgeschwader zur besonderen Verwendung、通称Jagdgeschwader z.b.V.)は、ドイツ空軍の戦闘航空団の一つ。

## 概要
特殊戦闘航空団は1944年4月20日にカッセルに於いて第3戦闘航空団第III飛行隊、第5戦闘航空団第I飛行隊、第27戦闘航空団第II飛行隊、第53戦闘航空団第II飛行隊、第54戦闘航空団第III飛行隊を束ねて組織された。6月15日には第4戦闘航空団へ再編され、JG4の司令には特殊戦闘航空団初代司令のゲルハルト・ミヒャエルスキーが就任した。
特殊戦闘航空団は1944年に第7戦闘機師団の配下となり、ドイツ本国の防衛に従事した。

## 歴代の指揮官

### 航空団司令
- ゲルハルト・ミヒャエルスキー（英語版）少佐 (1944年4月20日 - 1944年5月20日)
- ヴァルター・ダール大尉 (1944年5月20日 - 1944年6月6日)
- ゲルハルト・シュープフェル（英語版）少佐 (1944年6月6日 - 1944年6月15日)